# Melampodiinae
Melampodiinae je podtribus glavočika, dio je tribusa Millerieae. Opisao ga je Lessing 1830. kao subtribe Melampodieae, a u njega su bila uključena dva roda Polymnia i Melampodium. 

## Rodovi
1. Acanthospermum Schrank (7 spp.)
2. Lecocarpus Decne. (4 spp.)
3. Melampodium L. (45 spp.)
4. Staurochlamys Baker (1 sp.)